# Municipio de Ross (condado de Vermilion)
El municipio de Ross (en inglés: Ross Township) es un municipio ubicado en el condado de Vermilion en el estado estadounidense de Illinois. En el año 2010 tenía una población de 1617 habitantes y una densidad poblacional de 14,35 personas por km².

## Geografía
El municipio de Ross se encuentra ubicado en las coordenadas 40°22′10″N 87°38′25″O / 40.36944, -87.64028. Según la Oficina del Censo de los Estados Unidos, el municipio tiene una superficie total de 112.7 km², de la cual 112,68 km² corresponden a tierra firme y (0,01 %) 0,01 km² es agua.

## Demografía
Según el censo de 2010, había 1617 personas residiendo en el municipio de Ross. La densidad de población era de 14,35 hab./km². De los 1617 habitantes, el municipio de Ross estaba compuesto por el 96,23 % blancos, el 0,93 % eran afroamericanos, el 0,68 % eran amerindios, el 0,31 % eran asiáticos, el 0,49 % eran de otras razas y el 1,36 % eran de una mezcla de razas. Del total de la población el 3,4 % eran hispanos o latinos de cualquier raza.